# Llano (Texas)
Llano is een plaats (city) in de Amerikaanse staat Texas, en valt bestuurlijk gezien onder Llano County.

## Demografie
Bij de volkstelling in 2000 werd het aantal inwoners vastgesteld op 3325.
In 2006 is het aantal inwoners door het United States Census Bureau geschat op 3327, een stijging van 2 (0.1%).

## Geografie
Volgens het United States Census Bureau beslaat de plaats een oppervlakte van
12,2 km², waarvan 11,5 km² land en 0,7 km² water.
Op 24 kilometer ten zuiden van Llano ligt de berg Enchanted Rock en het Enchanted Rock State Natural Area.

## Plaatsen in de nabije omgeving
De onderstaande figuur toont nabijgelegen plaatsen in een straal van 36 km rond Llano.